# Skierka toddaliae
Skierka toddaliae är en svampart som först beskrevs av Syd. & P. Syd., och fick sitt nu gällande namn av Hirats. 1943. Skierka toddaliae ingår i släktet Skierka och familjen Pileolariaceae.   Inga underarter finns listade i Catalogue of Life.